# トーニ・ティプリッチ
トーニ・ティプリッチ（Toni Tipurić、1990年9月10日 - ）はユーゴスラビア・サラエヴォ出身のサッカー選手。ポジションはセンターバック。

## 経歴
2011年7月にオーストリア・ブンデスリーガ2部に属するSCアウストリア・ルステナウでプロデビュー。同リーグで29試合に出場した。
2013年7月にドイツ・レギオナルリーガに属するSFジーゲンに移籍し、センターバックとして14試合に出場した。
2014年6月にメスタリリーガ（エストニア1部）に属するFCレバディア・タリンに移籍。主力センターバックとして18試合に出場し5得点4アシストを記録。18試合中11試合では無失点に抑えリーグ優勝に貢献した。
2015年1月にフォルトゥナ・リーガ（スロバキア1部）に属するFC ViOnズラテー・モラフツェに移籍。2シーズンの間、怪我でリタイヤした4試合以外は全てのリーグ戦でフル出場。2年連続1部リーグ残留を果たした。
2017年2月、プルヴァHNL（クロアチア1部）に属するHNKツィバリア・ヴィンコヴツィに移籍。当初はセンターバックとしてフル出場していたが、監督交代直後に構想外になり、2017年7月にリーガ1（ルーマニア1部）のCSコンコルディア・キアジナに移籍した。第1節から第7節までフル出場を続けていたものの、給料未払いが続き同クラブを退団することになった。

## タイトル

### クラブ
FCレバディア・タリン
- メスタリリーガ（エストニア1部） 優勝（1回）：2014